# Mint Hill
Mint Hill ist eine Town im Mecklenburg County und Union County des US-Bundesstaates North Carolina. Das U.S. Census Bureau hat bei der Volkszählung 2020 eine Einwohnerzahl von 26.450 ermittelt. Mint Hill ist Teil der Metropolregion Charlotte und eine Vorstadt.

## Geschichte
Mint Hill ist die älteste Town im Mecklenburg County und wurde um das Jahr 1750 von schottisch-irischen Siedlern gegründet. Mint Hill entwickelte sich später zu einer Vorstadt des später gegründeten Charlotte und erlebte von 1990 bis 2010 eine Verdoppelung seiner Bevölkerung.

## Demografie
Nach der Schätzung von 2019 leben in Mint Hill 27.617 Menschen. Die Bevölkerung teilte sich im selben Jahr auf in 74,5 % Weiße, 17,8 % Afroamerikaner, 0,1 % amerikanische Ureinwohner, 3,1 % Asiaten und 2,2 % mit zwei oder mehr Ethnizitäten. Hispanics oder Latinos aller Ethnien machten 6,1 % der Bevölkerung aus. Das mittlere Haushaltseinkommen lag bei 75.084 US-Dollar und die Armutsquote bei 7,5 %.